# Acronychia reticulata
Acronychia reticulata är en vinruteväxtart som beskrevs av Carl Karl Adolf Georg Lauterbach. Acronychia reticulata ingår i släktet Acronychia och familjen vinruteväxter. Inga underarter finns listade i Catalogue of Life.